# 자오원줘
자오원줘(중국어 정체자: 趙文卓, 본명: 자오줘, 본명 한자: 趙卓, 1972년 4월 10일~)는 중화인민공화국의 배우 겸 무술가이며, 영어 이름은 빈센트 자우(Vincent Zhao 빈센트 자우[*])로, 하얼빈 생이고, 2009년 1월 이후부터 광저우에 사실상 정착하였다.
중화인민공화국 둥베이 지역 헤이룽장 성 하얼빈(중공 동북지역 흑룡강성 합이빈)에서 출생한 그는 1993년 영국령 홍콩에서 영화 《팡스위(方世玉)》의 주연을 통하여 영화배우로 첫 데뷔하였으며, 2001년 자신의 영화배우 활동 사상 최초의 중화인민공화국 대륙 본토 영화 작품이기도 한 중화인민공화국 영화 《잉슝 정청궁(英雄 鄭成功)》에 주연하였고, 2009년 1월 이후부터 중화인민공화국 광둥 성 광저우(중공 광동성 광주)에 사실상 정착하였다.

## 출연작
- 1993년 방세옥
- 1993년 황비홍 4 - 왕자지풍
- 1993년 청사 - 법해 역
- 1994년 황비홍 5 - 용성섬패(黃飛鴻 之 五龍城殲覇)
- 1995년 금옥만당(金玉滿堂)
- 1995년 칼(刀)
- 1995년 황비홍 - 소림고사(黃飛鴻系列之少林故事)
- 1996년 비룡
- 1996년 황비홍 - 무두장군 황비홍 무두장군
- 1996년 황비홍 - 8대 천왕(黃飛鴻系列之八大天王)
- 1996년 황비홍 - 이상년대(黃飛鴻之理想年代)
- 1996년 황비홍 - 신해혁명(黃飛鴻之 辛亥革命)
- 1998년 벽혈남천(碧血藍天)
- 1998년 뮬란
- 1999년 바디 웨폰(原始武器)
- 2000년 생사권속(生死券速)
- 2001년 척화영웅(鄭成功)
- 2002년 남혈인(衛斯理之藍血人)
- 2006년 칠검하천산(七劍下天山) - 초소남 역
- 2010년 소걸아: 취권의 창시자(蘇乞兒) - 소찬 역
- 2010년 조씨고아
- 2011년 칠협오의 인간도
- 2017년 풍운대전 - 기 장군 역